# Incendio e ricostruzione del palazzo Ducale di Genova

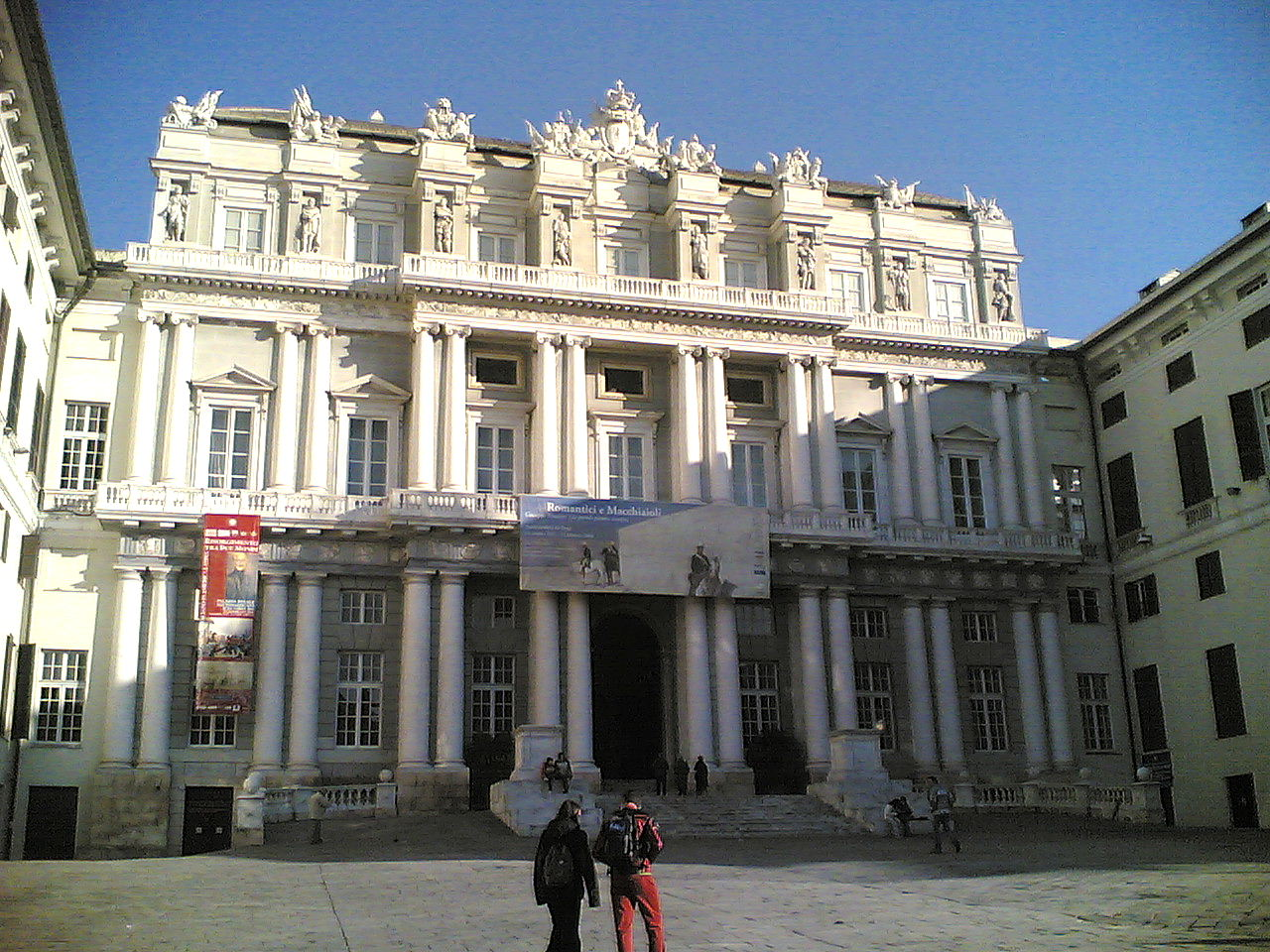
Il Palazzo Ducale di Genova

Il Palazzo Ducale di Genova venne devastato nel 1777 da un incendio e ricostruito a partire dall'anno successivo. La mattina del 3 novembre di quell'anno le fiamme divamparono in taluni ambienti del vecchio palazzo Ducale, detto allora Real Palazzo.
Qualche popolano, scorgendo un'insolita colonna di fumo uscire dal tetto accanto alla torre Grimaldina, avvertì la guardia al cancello di piazza Nuova. L'ufficiale di servizio, effettuando una prima ricognizione, scoprì che il fuoco aveva attecchito nei locali dei piani alti dell'ala di ponente dove stavano bruciando le travature di tetto e soffitti.
Subito si apprestarono i soccorsi, si avvisarono gli Eccellentissimi Residenti, cioè i due patrizi o due di casa residenti nel palazzo. Questi accorsero dalle loro stanze, che si trovavano nella parte prospettante la piazza di San Matteo, ed avvertirono il doge Giuseppe Lomellini, uscito a sua volta in tutta fretta nel cortile loggiato di Ponente.

## Cronaca di un incendio
L'incendio intanto si propagava e, verso le otto del mattino, si richiamavano in emergenza tutte le forze disponibili. Un ordine diramato in tutti i quartieri chiamava la truppa; si facevano accorrere i Buonavoglia delle galee, diretti da Giovanni Battista Spinola e Carlo Staglieno. Infine si chiamavano facchini, muratori, falegnami. Si faceva di tutto per salvare gli archivi e per togliere le munizioni dalla vicinanza del fuoco.
Il capomastro di Camera Gaetano Perucco riceveva dal Doge l'ordine di tagliare il tetto onde bloccare l'allargamento dell'incendio, che sarebbe potuto arrivare alle Sale del Maggiore e Minore Consiglio. Perucco credendo esagerata tale misura non la mise in atto; l'incendio si estese allora alla parte centrale. Si salvarono le ali, quella di Levante, con l'armeria e quella di Ponente con gli appartamenti del Doge. Il timore maggiore era che il fuoco raggiungesse i depositi di polveri dei fondi del palazzo, e gran parte degli abitanti dei quartiere limitrofi abbandonò le case.
Dopo molte ore si spegneva il fuoco e si valutavano i danni. Era crollato il tetto sulle due Sale dei Consigli, i cui soffitti erano irreparabilmente danneggiati. In questa parte erano andate distrutte, annerite o semicarbonizzate le pitture di Marco Franceschini e del Solimena, e con esse gli ornati dell'Aldobrandini (erano le prospettive e i monocromi con i quali il bolognese Tommaso Aldobrandini aveva ornato i riquadri del concittadino Marcantonio Franceschini).
La facciata di sud-ovest, allora non aperta alla città, ma separata in un cortile chiuso dalla cortina-caserma sulla piazza Nuova, era devastata e coi muri anneriti.

## L'inchiesta e le prime soluzioni di ripristino del palazzo
Seguiva un'inchiesta, per la quale il Generale delle Armi compiva un sopralluogo. Nei quartieri della truppa scopriva che i militari, compresi quelli non aventi diritto (i graduati di carriera detti “pane bianco”), avevano preso l'abitudine di installarsi in caserma e qui di aprire caminetti abusivi con canne fumarie a rischio. Inoltre le numerose famiglie che qui vivevano avevano installato ancor più rischiose cucine o fornelli, anche nei sottotetti. Tutti questi abitanti vennero allontanati, senza badare alle suppliche di coloro che non avevano dove andare. Si scopriva poi che l'usciere del Doge aveva riempito il suo alloggio di legna, per togliere in extremis la quale dal pericolosissimo avanzare delle fiamme, erano stati pagati alcuni camalli.
Un'accusa venne rivolta direttamente ad una persona. Poiché il 31 gennaio 1777 era terminato il governo del doge Brizio Giustiniani, ed il 4 febbraio era stato eletto il suo successore, Giuseppe Lomellini, per quest'ultimo erano seguite tutte le varie cerimonie. Il 6 settembre era stato incoronato Doge, e si era svolto il grandioso banchetto di insediamento. Il cancelliero, carica detta anche “traglietta”, nei giorni precedenti l'incendio aveva depositato nei piani alti il materiale che nel settembre era stato utilizzato per questa grande cena e, incolpato per questo di aver dato maggiore esca alle fiamme, venne arrestato. Ma essendo stati molti a collaborare con lui nel fare ordine in tale maniera, venne discolpato. I sospetti si spostarono pertanto su un di lui figlio, come esecutore materiale di un incendio doloso con mandanti altolocati. A motivare questa dure accuse erano i dissidi sorti tra i Serenissimi Collegi sui restauri del vecchio palazzo: vi era chi voleva limitare al minimo la spesa d'intervento e chi intendeva rifare ex novo l'edificio. Una prima procedura per il restauro, avviata nel gennaio del 1777, era riferita limitatamente alla riparazione delle crepe delle Sale del Gran Consiglio.

## Il concorso per la ricostruzione

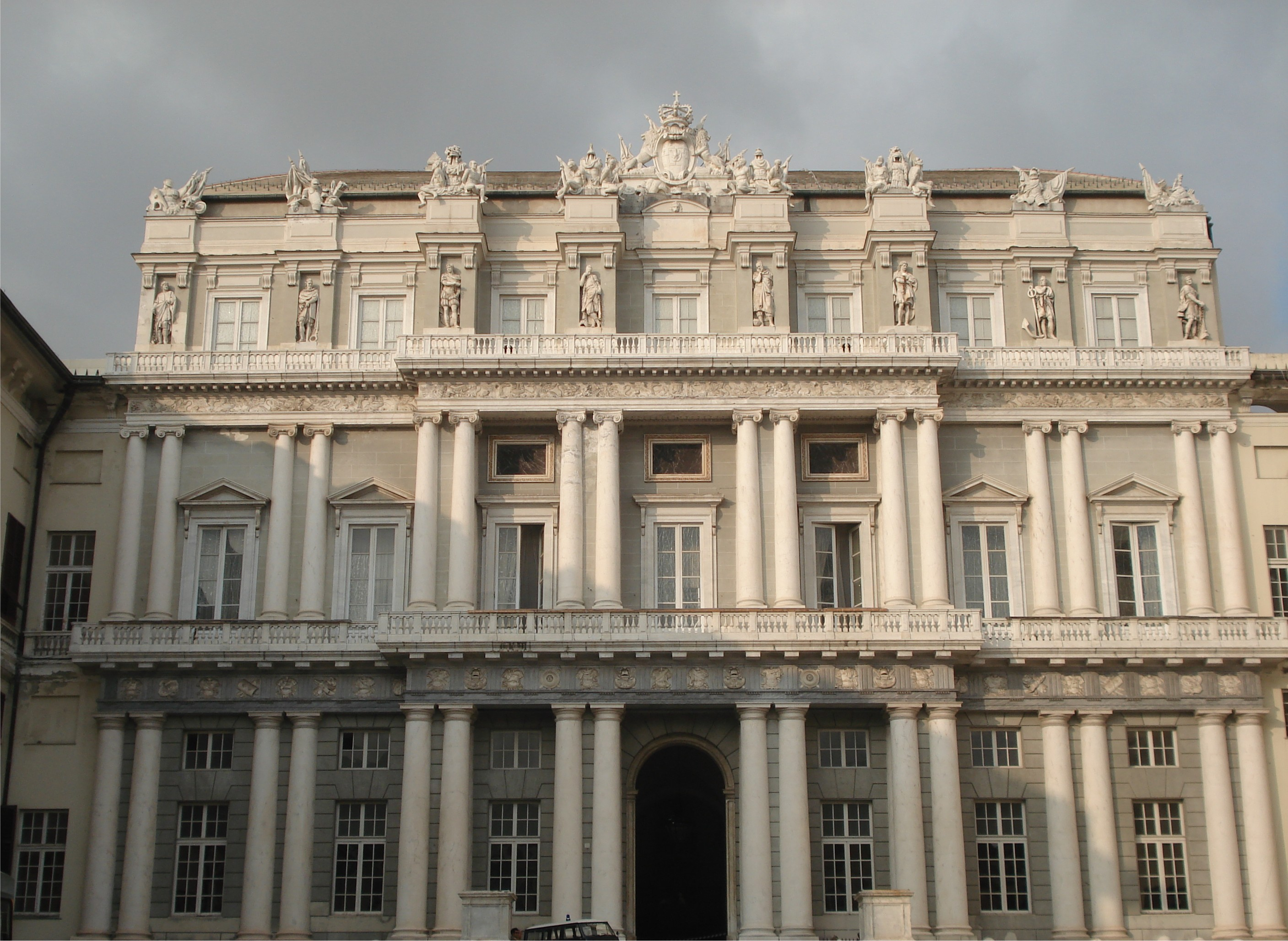
La facciata neoclassica su piazza Matteotti

Nei giorni immediatamente successivi all'incendio si coprirono le sale con un tavolato di legno per proteggerle temporaneamente dalle intemperie e verso la fine dell'anno è bandito un concorso per la ricostruzione delle parti danneggiate, al quale furono invitati a partecipare Giacomo Maria Gaggini, Gregorio Petondi ed Emanuele Andrea Tagliafichi, tra i più noti architetti attivi a Genova in quegli anni. Inoltre l'architetto Gaetano Cantoni, di origine ticinese ma attivo a Genova, segnalò il concorso al fratello Simone consigliandogli di partecipare anche se non invitato.
Il progetto di Simone Cantoni presentava l'originale idea di non utilizzare strutture di legno per le coperture. Questa soluzione avrebbe messo al riparo i saloni da eventuali futuri incendi e allo stesso tempo permetteva di alzare la quota delle coperture accrescendo l'effetto di magnificenza dei saloni. Per contrastare l'aumento di carico dovuto alle coperture in mattoni e rinforzare la facciata che già prima dell'incendio aveva dato segni di cedimento sotto la spinta delle pesanti coperture in legno dei due saloni Cantoni propose un sistema di quattro contrafforti addossato esternamente al centro della facciata.
Il progetto di Cantoni piacque subito per la sua originalità ma suscitò dei dubbi dal punto di vista statico. Venne quindi chiesto il parere dell'ingegnere del Senato Gerolamo Gustavo, che lodò la grandiosità delle volte, anche se la loro altezza poteva sminuire le pitture e gli stucchi con cui sarebbero state decorate, ma espresse alcune perplessità sulla capacità delle strutture di puntellare il prospetto. 
Simone Cantoni, avvertito dal fratello Gaetano che per tutta la durata del concorso svolse la funzione di suo portavoce e intermediario, inviò una relazione, datata 7 marzo 1778, in cui descriveva nel dettaglio il suo progetto strutturale. Venne quindi chiesto un ulteriore parere ai matematici François Rodolphe Correard e Glicerio Sanxay, che riconobbero la validità statica del progetto.
Simone Cantoni vinse quindi il concorso, per il quale presentò gli elaborati definitivi il 26 maggio 1778, e i lavori iniziarono a pochi giorni di distanza, come conferma una lettera del 14 agosto indirizzata da Gaetano Cantoni al fratello dove si parla di lavori già avviati. 
Il salone del Maggior Consiglio venne coperto con una volta in muratura a padiglione la cui forma ricorda una carena di nave rovesciata, sorretta da arconi sempre in muratura. La stessa soluzione fu utilizzata per la volta a botte dell'adiacente salone del Minor Consiglio. La facciata di sud ovest, che al tempo si affacciava sul cortile interno chiuso, a sud ovest, dal corpo di fabbrica della "cortina", fu restaurata in stile neoclassico e il sistema di contrafforti venne mascherato con una serie di coppie di colonne.
I lavori di ricostruzione vennero seguiti per tutto il tempo da Gaetano Cantoni e furono praticamente conclusi nel 1783.

## La decorazione delle sale

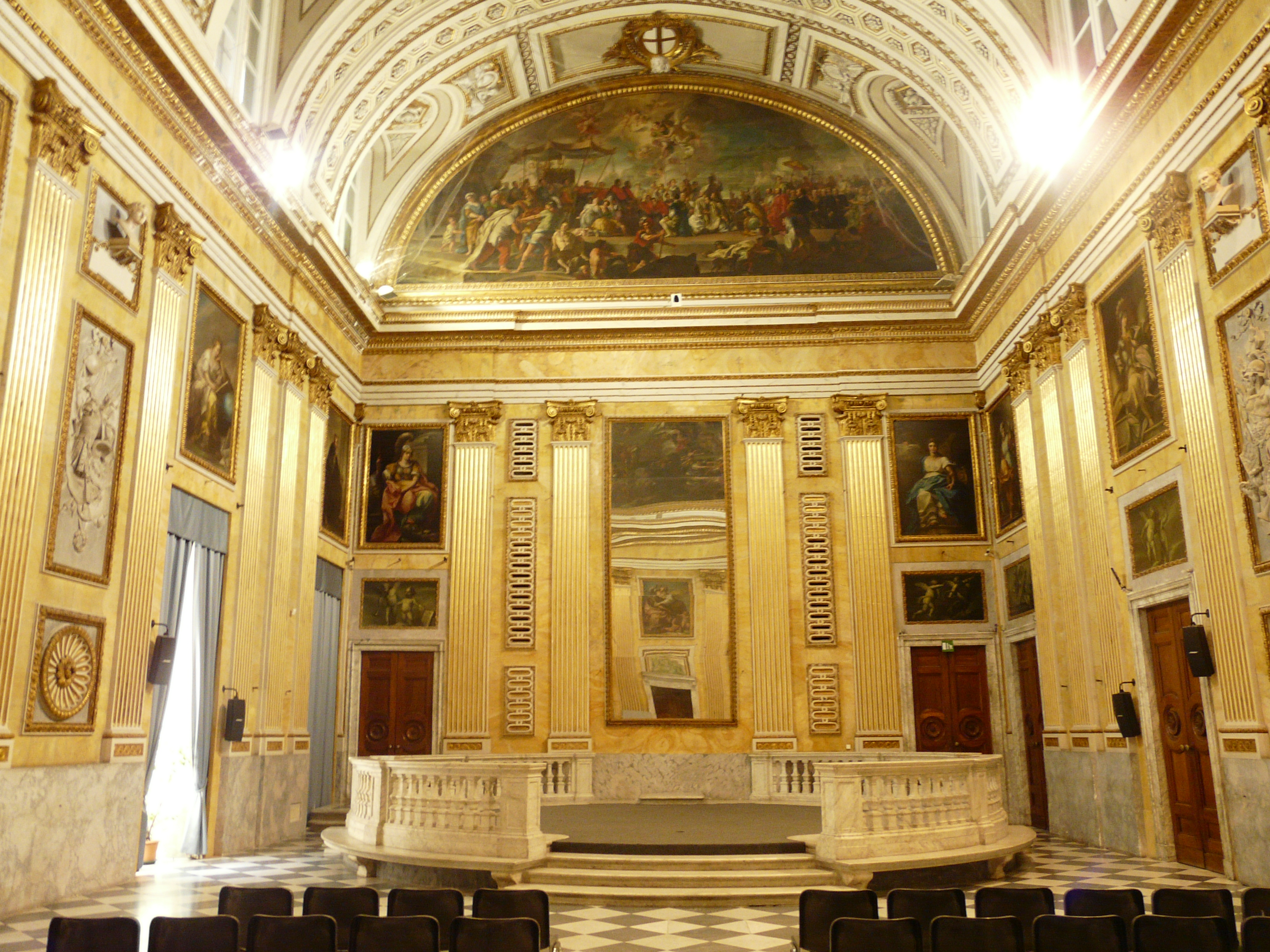
Il salone del Minor Consiglio

Una volta ricostruite le volte delle sale del Maggior e del Minor Consiglio restata da ripristinare la parte pittorica. 

Il salone del Minor Consiglio era in precedenza decorato con tre grandi tele raffiguranti Il massacro dei Giustiniani, L'arrivo a Genova delle ceneri del Battista e Lo sbarco di Colombo nelle Indie, dipinte a Napoli dal pittore campano Francesco Solimena in seguito della vittoria al concorso del 1700 per la decorazione dei due saloni del palazzo. I lavori del "salonetto" furono affidati in particolare al pittore savonese Carlo Giuseppe Ratti, che era stato allievo a Roma di Anton Raphael Mengs e di Pompeo Batoni, e dallo stuccatore milanese Carlo Fozzi. 

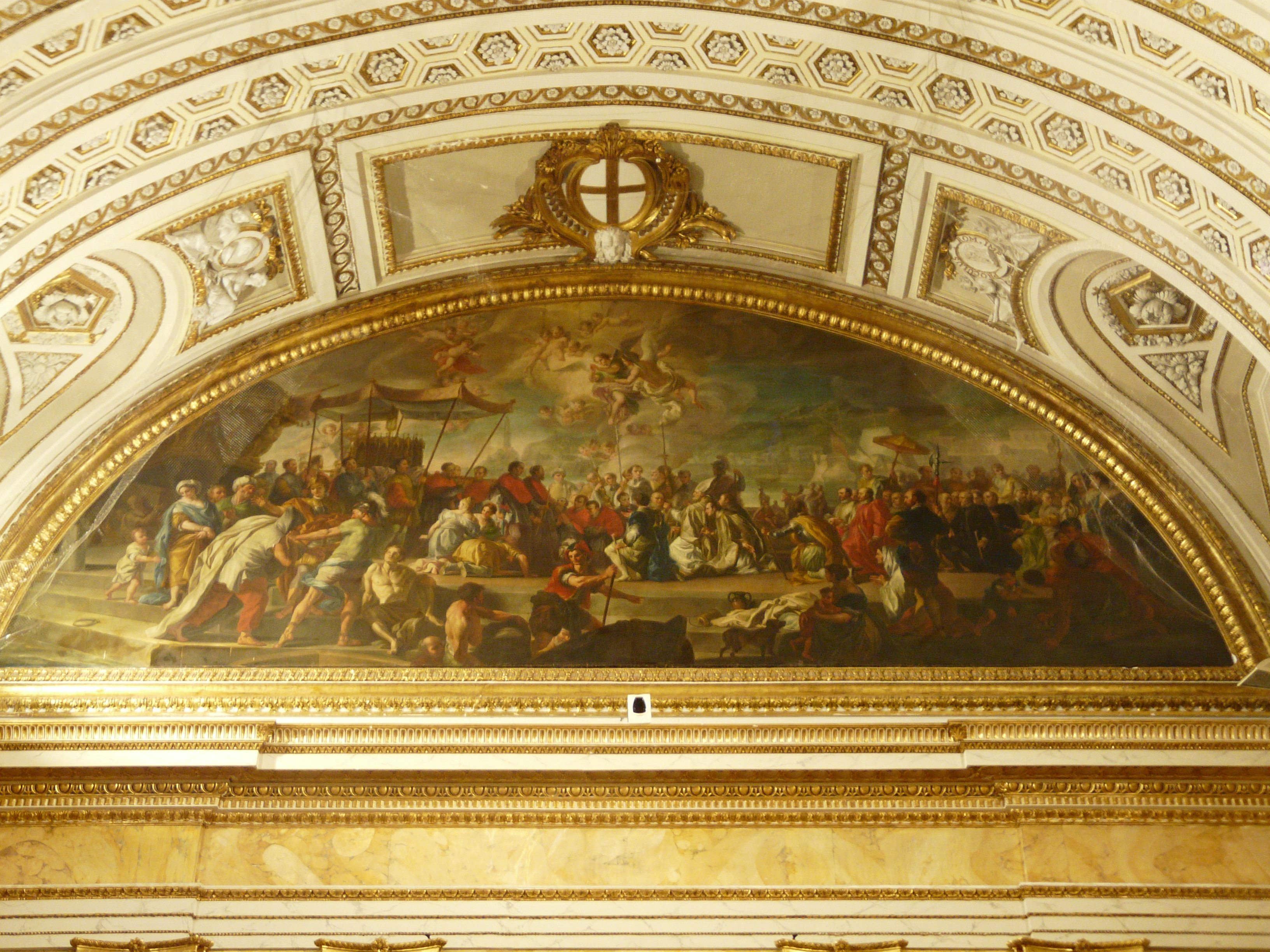
Particolare della lunetta con L’arrivo a Genova delle ceneri del Battista di Carlo Giuseppe Ratti

Per le lunette in cima alle pareti d'ingresso e di fondo della sala, Ratti dipinse rispettivamente Lo sbarco di Colombo nelle Indie e L'arrivo a Genova delle ceneri del Battista riproponendo le precedenti opere di Francesco Solimena, andate distrutte nell'incendio ma delle quali erano stati conservati i bozzetti. Sulla volta è possibile vedere due tele monocrome raffiguranti La Liguria distribuisce tesori alle province e Giano sacrifica alla pace, opera di Ratti così come la tela centrale con L'apoteosi della Repubblica con l'allegoria della Divina Sapienza, che il pittore riprese da un bozzetto che Domenico Piola aveva presentano nel 1700 ad un concorso per la decorazione del salone del Maggior Consiglio. Queste tre tele, ed in modo particolare Giano sacrifica alla pace che fu completamente ridipinta, furono pesantemente restaurate nel 1949 in seguito ai danni riportati durante i bombardamenti bellici.

Sempre di Carlo Giuseppe Ratti sono le tredici tele raffiguranti le Allegorie delle virtù del buon governo che si trovano in corrispondenza delle aperture della sala (partendo dalla parete di fronte all'ingresso e girando in senso antiorario, Sapienza, Magnanimità, Concordia, Fortezza, Carità, Vigilanza, Mansuetudine, Pace con la Giustizia, Speranza, Fortuna, Verità, Storia e Segretezza) e le piccole tele monocromatiche sovraporta raffiguranti putti e Giano in quella sopra la porta d'ingresso. 

Completano la decorazione della sala, oltre agli stucchi di Carlo Fozzi, otto statue in stucco di uomini illustri della Repubblica, posizionate lungo le pareti lunghe alternate alle tele con le allegorie delle virtù del buon governo, realizzate da Nicolò Traverso, Andrea Casareggio e Francesco Maria Ravaschio, i quali lavorarono anche agli stucchi della facciata su piazza Matteotti e nel salone del Maggior Consiglio. All'architetto genovese Carlo Barabino è infine attribuita la caratteristica balaustra circolare in fondo alla sala, che aveva la funzione di delimitare lo spazio riservato al doge.

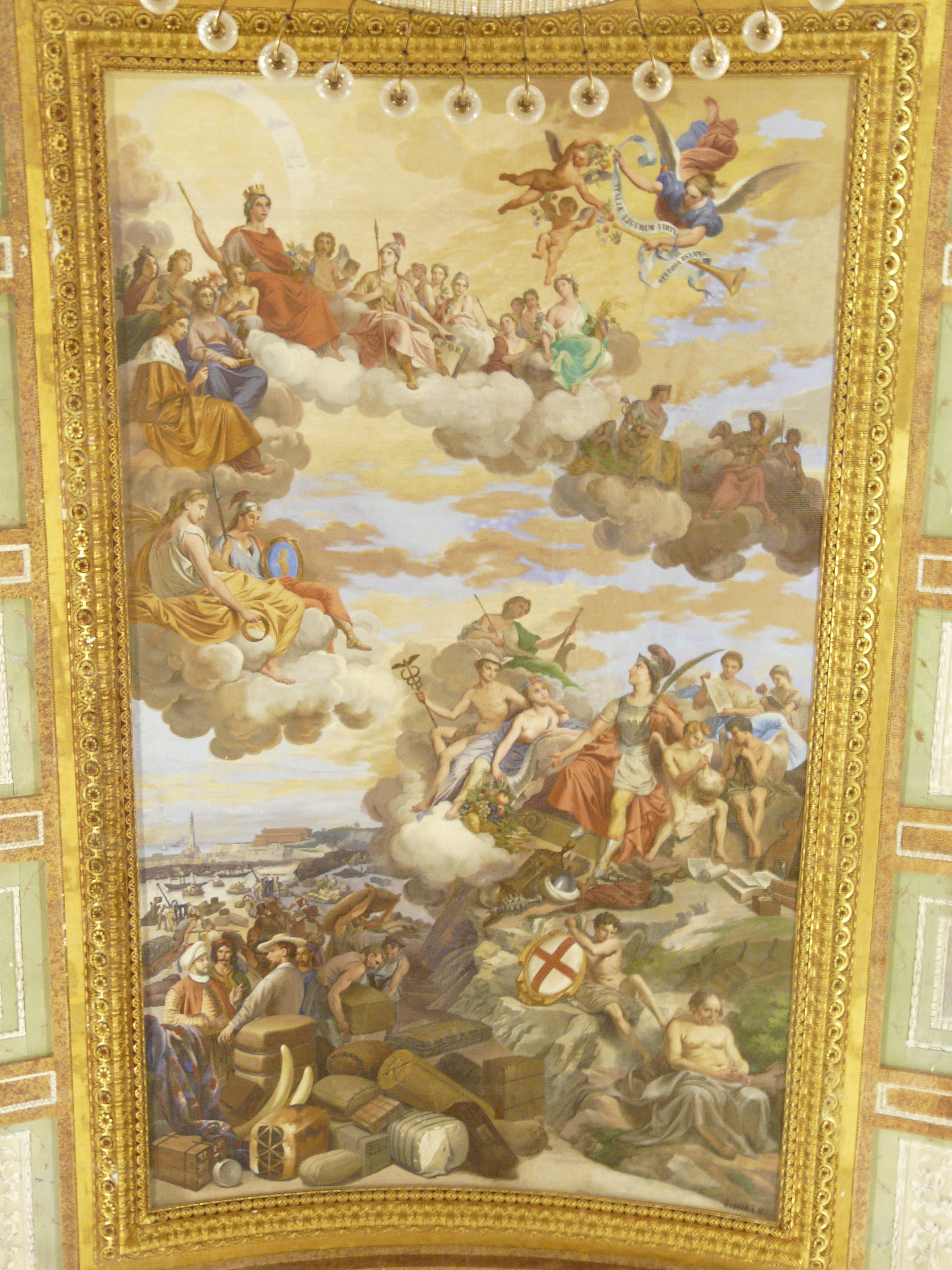
L'allegoria del Commercio dei Liguri di Giuseppe Isola

L'incendio distrusse gli affreschi realizzati nel salone del Maggior Consiglio da Marcantonio Franceschini e Tommaso Aldovrandini in quanto vincitori del concorso del 1700. Della loro sostituzione fu incaricato il pittore piemontese Giovanni David, che realizzò per la lunetta in cima alla parete di ingresso un dipinto su tela della Battaglia della Meloria. David realizzò anche il bozzetto per la lunetta sita sul lato opposto, raffigurante Il doge Leonardo Montaldo libera Jacopo di Lusignano, re di Cipro, che fu però dipinta da Emanuele Tagliafichi.
Per la volta venne scelto un affresco del pittore veneziano Giandomenico Tiepolo, figlio del famoso Giambattista Tiepolo, realizzato tra il 1783 e il 1785 e raffigurante La Liguria e le glorie della famiglia Giustiniani in omaggio alla famiglia che aveva finanziato i lavori. Il dipinto però deperì pochi decenni dopo la sua realizzazione e venne sostituito intorno al 1866 dal grande affresco raffigurante un'allegoria del Commercio dei Liguri, opera di Giuseppe Isola, visibile ancora oggi.

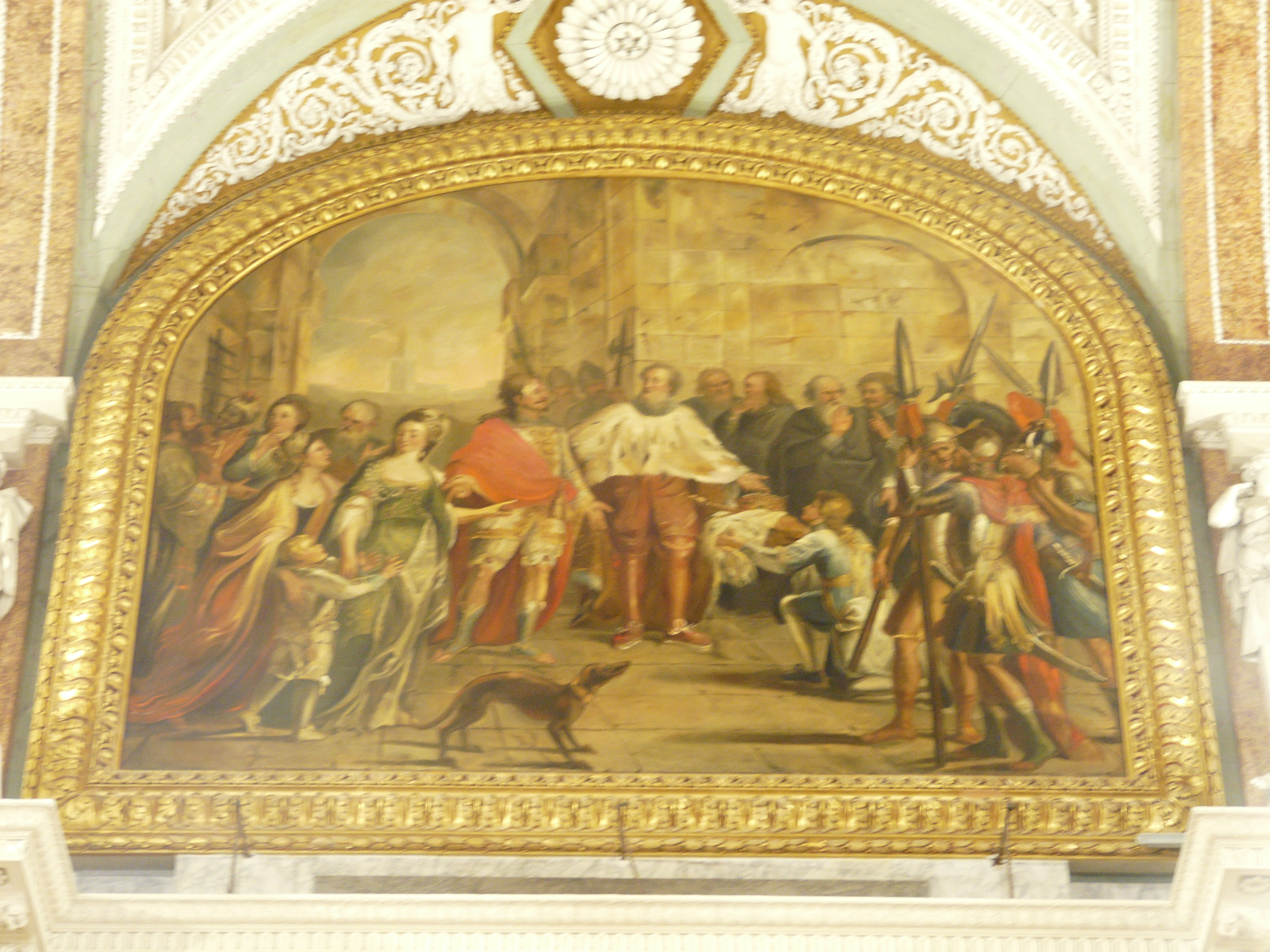
Il doge Leonardo Montaldo libera Jacopo di Lusignano, re di Cipro, di Emanuele Tagliafichi

A completare l'apparato decorativo in stile neoclassico della sala, caratterizzato dall'alternanza di colore dei marmi e dei finti marmi in stucco lustro, partecipò lo stuccatore Carlo Fozzi con la collaborazione di Alessandro Bolina e Bartolomeo Fontana, realizzando una serie di cariatidi posizionate al di sopra della balaustra che sormonta le colonne in marmo e finto marmo. Opera di Fozzi è anche la decorazione in stucco della volta. Nelle nicchie tra le cariatidi erano state collocate otto statue di uomini illustri, distrutte durante i moti del 1797. Esse raffiguravano T. Raggio, A. Grimaldi, V. Odone, G. Sale (opera di Domenico Parodi), P. Sauli e G. Sauli (opera di G.B. Carrara), il doge Giovanni Battista Cambiaso (opera di Pasquale Bocciardo) e il duca di Richelieu, generale francese che aveva difeso Genova durante la guerra di successione austriaca del 1746-47 (opera di Francesco Maria Schiaffino).
A fianco della porta di ingresso si trovano due statue in stucco raffiguranti la Concordia e la Pace, opera dell'artista genovese Andrea Casareggio (o Casaregi) mentre dalla parte opposta del salone, dove un tempo si trovava il trono del doge, distrutto come le statue degli uomini illustri durante la rivoluzione del 1797, sono le statue allegoriche della Giustizia e della Fortezza, opera rispettivamente di Nicolò Traverso e di Francesco Maria Ravaschio.